# Мастило (филм)
Мастило (на английски: Ink) е фентъзи филм от 2009 г. на американския сценарист, режисьор и композитор Джамин Уинанс. В първата седмица на Интернет премиерата си, продукцията е свалена над 400 000 пъти и заема 16-о място в IMDb’s movie meter.

## Сюжет
Когато малката му дъщеря е похитена среднощ, отчужденият от семейството си Джон (Кристофър Сорън Кели) се оказва въвлечен в сблъсъка между свръхестествените Инкубуси и Разказвачите на истории.

## Актьори
- Кристофър Сорън Кели (Джон/Инк)
- Куин Хънчар (Ема)
- Джесика Дъфи (Лийф)
- Джеръми Мейк (Джейкъб)
- Дженифър Батър (Алел)[3]

## Музика
- The Fort
- Between The Light
- Ink and The Storytellers
- Alone
- The Forest
- One, Two, Three, Branch
- Rise
- Through The Portal
- Ink and Liev
- Numbers
- The Journey
- Wake Up
- Jacob's Chain
- Tick Tock
- Who You Were
- Remember
- The City Surf
- Monsters In The Field
- John's Walk
- Recognize
- What Happened To You
- Who You Were (Trailer Remix) [4]

## Награди и номинации
- Denver Film Critics Society 2010 – победител в категорията „Най-добър филм“
- Santa Barbara International Film Festival 2009 – номинация на Джамин Уинанс в категорията за независимо кино